# رزاق مأمون
رزاق مأمون نویسنده، روزنامه‌نگار، تحلیلگر سیاسی اهل افغانستان است. او درحال حاضر از نوامبر ۲۰۱۴ در استرالیا زندگی می‌کند.

## زندگی‌نامه
رزاق مأمون زاده ۲۷ دسامبر ۱۹۶۴ در پروان افغانستان است. او بین سال‌های ۱۳۵۹ تا ۱۳۶۶ (خورشیدی) در زمان حاکمیت حکومت کمونیستی افغانستان به جرم همکاری با مجاهدین به زندان افتاد. وی حدود هفت سال در زندان پلچرخی محکومیت خود را می‌گذراند و مدت سه سال انفرادی را به مطالعه ادبیات و سیاست می‌پردازد.
از اواخر دهه ۱۹۹۰ تا سال ۲۰۰۲ به عنوان خبرنگار بی‌بی‌سی در پیشاور و کابل فعالیت کرد. پس از آن خبرنگار رادیو آزادی شد که از پراگ پخش می‌شد و سپس به عنوان مجری در یک برنامه سیاسی در تلویزیون خصوصی طلوع کار می‌کرد و با شخصیت‌های معروفی مصاحبه کرد.
او در ژانویه ۲۰۱۱ قربانی اسید (تیزاب) پاشی شد و ایران را به دست داشتن در این کار متهم کرد. چند روز بعد مهاجم توسط پلیس افغانستان دستگیر شد و در آن زمان به ارتکاب جنایت خود اعتراف کرد. متهم جنایتکار در جریان اعترافات گفت که چند مرد با لهجه ایرانی او را وادار کردند به صورت مأمون اسید بپاشد. او وبلاگ خود را پس از پایان درمانش در هند ساخت.
او در این کتاب‌ها افرادی را متهم به دست داشتن در این قتلها کرده که در حکومت‌های پیشین افغانستان یا با طالبان مرتبط بوده و برخی از آن‌ها امروز نیز جزء چهره‌های سیاسی این افغانستان هستند.
چندین داستان کوتاه و رمان «عصر خودکشی» و نمایشنامه «عبدالخالق» که در مورد قاتل نادرخان پدر محمد ظاهرشاه و سرنوشت وی و خانواده اش است نیز از آثار چاپ شده او است.
مأمون در میزگردهای تلویزیونی و رادیویی و در مقالاتش مواضع تندی نسبت به پاکستان و گاهی ایران می‌گیرد.
او در ۲۸ فوریه ۲۰۱۱، کانال یوتیوب خود را ایجاد کرد و نام آن را «جمهوری پنجم» و در آنجا تفسیر خود را در مورد سیاست عمدتاً افغانستان را انجام می‌دهد.

## آثار
- راز خوابیده، دربارهٔ مرگ نجیب‌الله
- راز خوابیده جلد دوم، دربارهٔ قتل فاروق یعقوبی
- احمد ظاهر چگونه ترور شد؟، دربارهٔ مرگ احمدظاهر خواننده
- رد پای فرعون، در مورد دست داشتن عوامل اطلاعاتی ایران در قتل احمدشاه مسعود است.